# British Aerospace Jetstream 41
British Aerospace Jetstream 41 — турбогвинтовий фідерлайнер і регіональний авіалайнер, розроблений British Aerospace як подовжену версію популярного Jetstream 31. Призначений для прямої конкуренції з 30-місними літаками, такими як Embraer Brasilia, Dornier 328 і Saab 340, новий дизайн зрештою вміщував 29 пасажирів у розташуванні по два, як у Jetstream 31. Eastern Airways Великобританії є найбільшим оператором Jetstream 41 у світі, яка має 14 даних машин у своєму флоті.

## Історія
J41 здійснив перший політ 25 вересня 1991 року та був сертифікований 23 листопада 1992 року в Європі та 9 квітня 1993 року в Сполучених Штатах з першою поставкою авіакомпанії Manx Airlines 25 листопада 1992 року. У січні 1996 року J41 став частиною Aero International (Regional) (AI(R)), маркетингового консорціуму, що складається з ATR, Aérospatiale (Франція), Alenia (Італія) та British Aerospace. Продажі спочатку були досить високими, але в травні 1997 року BAe оголосила про припинення виробництва J41, поставивши 100 літаків.